# Октябрьский (Кулундинский район)
Октя́брьский — посёлок в Кулундинском районе Алтайского края. Административный центр Октябрьского сельсовета.

## География
Расположен в 3 км от районного центра Кулунда.
Приграничный муниципалитет на западе граничит с Республикой Казахстан — 17,5 км. На севере граничит с Табунским районом, на востоке с Благовещенским районом, на юге с Ключевским районом.

## История
Основан в 1954 году.
Законом Алтайского края от 4 апреля 2017 года № 16-ЗС к посёлку Октябрьский был присоединён населённый пункт станция Железнодорожная Казарма 572 км.

## Население
| 1997  | 1998  | 1999  | 2000  | 2001  | 2002  | 2003  | 2004  | 2005  |
| ----- | ----- | ----- | ----- | ----- | ----- | ----- | ----- | ----- |
| 1382  | ↘1376 | ↘1355 | ↗1367 | ↘1343 | ↘1277 | ↗1282 | ↗1284 | ↗1291 |
| 2006  | 2007  | 2008  | 2009  | 2010  | 2011  | 2012  | 2013  |       |
| ↘1268 | ↗1281 | ↘1276 | ↘1235 | ↗1254 | ↗1257 | ↗1263 | →1263 |       |

## Улицы
- Степная
- Емельяненко
- XXII парт съезда
- Гагарина
- Комсомольская
- Красновосточная
- Кулундинская
- Свердлова
- Алтайская
- Первомайская
- Молодёжная
- Советская
- Октябрьская
- Лесная

## Инфраструктура
- Алтайский краевой центр по гидрометеорологии и мониторингу окружающей среды
- Западно-Сибирская агролесомелиоративная опытная станция, на территории которой расположен дендрарий
- Предприятие «Кулундинское»
- Предприятие «Строитель»
- Дом культуры
- Средняя общеобразовательная школа
- Детский сад «Солнышко»
- Кинотеатр «Октябрь» (в формате 3D и обычного просмотра)

## Транспорт
Посёлок Октябрьский с р. п. Кулунда связан маршрутными автобусами.